# Maria Teresa của Napoli và Sicilia
Maria Teresa của Napoli và Sicilia (tiếng Ý: Maria Teresa di Borbone-Due Sicilie; tiếng Đức: Maria Theresia von Bourbon-Sizilien; tên đầy đủ: Maria Teresa Carolina Giuseppina; 6 tháng 6 1772 – 13 tháng 4 năm 1807) là Hoàng hậu La Mã Thần thánh cuối cùng và là Hoàng hậu của Áo đầu tiên thông qua cuộc hôn nhân với Franz II, Hoàng đế La Mã thần thánh. Maria Teresa là con gái đầu lòng của Ferdinando IV & III của Napoli và Sicilia (sau này là Ferdinando I của Hai Sicilie) và Maria Karolina của Áo.

## Cuộc đời

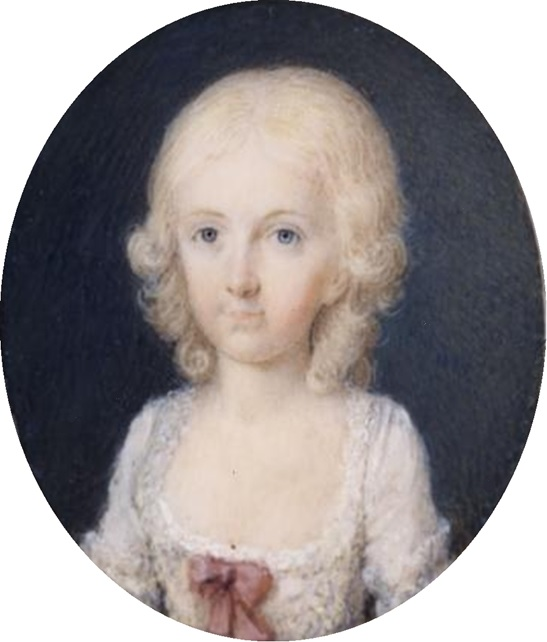
Maria Teresa của Napoli khi còn bé

Sinh ra vào ngày 6 tháng 6 năm 1772 tại Cung điện Vương thất Napoli, và được đặt tên theo bà ngoại là Maria Theresia của Áo, Maria Teresa là con cả trong số 18 người con của Ferdinando IV & III và Maria Karolina của Áo, Quốc vương và Vương hậu của Napoli và Sicilia. Maria Teresa là đứa con yêu thích của mẹ từ khi sinh ra cho đến khi rời triều đình Napoli để kết hôn.
Vào tháng 2 năm 1790, người vợ đầu tiên của Đại vương công Áo Franz, Elisabeth xứ Württemberg đã qua đời khi sinh con, và được thông báo rằng ông sẽ kết hôn với một trong những vương nữ của Napoli. Điều này phù hợp với chính sách hôn nhân truyền thống của vương tộc Habsburg. Maria Teresa và em gái là Luisa đều được xem xét cho cuộc hôn nhân. Cuối cùng, Luisa được chọn kết hôn với Đại công tước Ferdinando III xứ Toscana và Maria Teresa sẽ kết hôn với Franz.

## Hôn nhân
Vào ngày 15 tháng 9 năm 1790, Maria Teresa kết hôn với anh họ của mình là Đại Vương công Franz của Áo, người trở thành Hoàng đế La Mã thần thánh Franz II vào năm 1792, và Hoàng đế Áo Franz I vào năm 1806. Cuộc hôn nhân được mô tả là hạnh phúc dựa trên sự hiểu biết lẫn nhau, bất chấp sự khác biệt trong tính cách. Franz được mô tả là một nhân vật u sầu. Ông nhút nhát và kín đáo, và nghiêm túc với sở thích về lối sống và bổn phận khắc khổ. Mặt khác, Maria Teresa được mô tả là một cô gái tóc vàng mắt xanh duyên dáng với tính cách hoạt bát, nóng nảy và bản chất gợi cảm. Mặc dù có những khác biệt về ngoại hình và tính cách, tuy nhiên họ được cho là có sự hiểu biết tốt về nhau và có mối quan hệ rất tốt.

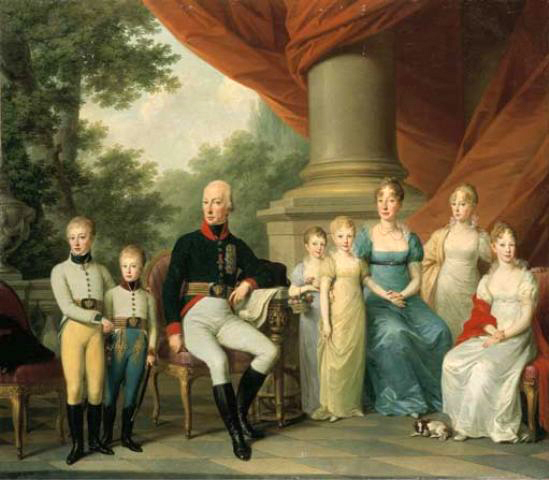
Maria Teresa cùng chồng và các con.

Maria Teresa được cho là thích nghi tốt với nơi ở mới Viên và không phải chịu nỗi nhớ nhà. Bà tham gia nhiệt tình vào đời sống triều đình, và đặc biệt thích nhảy múa và tham gia vào các vũ hội hóa trang ngay cả khi đang mang thai. Maria Teresa đặc biệt thích điệu Waltz, một điệu nhảy mới được giới thiệu gần lúc đó như một sự đổi mới và đã trở nên thịnh hành trong những năm bà ở Viên.
Hedwig Elisabeth Charlotta xứ Holstein-Gottorp đã mô tả quan điểm về Maria Teresa và mối quan hệ giữa hai vợ chồng vào cuốn nhật ký nổi tiếng trong chuyến thăm Viên năm 1798–99:
Hoàng hậu được cho là ghen tuông đến mức bà không cho phép ngài tham gia vào đời sống xã hội hoặc gặp gỡ những người phụ nữ khác. Những lời lẽ độc ác cáo buộc bà quá đam mê đến mức làm kiệt sức người chồng của mình và không bao giờ để ngài yên dù chỉ một lúc. Mặc dù người dân Viên không thể phủ nhận rằng bà có năng khiếu và chăm sóc bản thân rất đẹp, bà ấy không được thích bởi sự không khoan dung của mình và buộc Hoàng đế phải sống tách biệt khỏi mọi người. Bà cũng bị buộc tội vì có hứng thú trong những vấn đề không quan trọng và giao tiếp riêng với những người bạn đồng hành của mình. Với họ, bà dành buổi tối để hát, diễn hài và được hoan nghênh.
Ngày 12 tháng 12 năm 1791, đứa con đầu lòng của Maria Teresa và Franz là Maria Ludovica chào đời. Hoàng nữ được đào tạo chuyên sâu về tiếng Pháp, tiếng Anh, tiếng Tây Ban Nha, tiếng Ý và tiếng Latinh, với kỳ vọng về tiếng mẹ đẻ là tiếng Đức. Maria Ludovica sẽ sớm kết hôn với Hoàng đế Napoleon, vì cuộc chiến với nước Pháp đang ảnh hưởng đến cha mẹ và ông bà của mình.

## Hoàng hậu La Mã Thần thánh
Năm 1792, chồng của Maria Teresa là Franz lên ngôi Vua của Hungary, Croatia và Bohemia, và do đó bà trở thành Vương hậu. Cùng năm đó, Maria Teresa trở thành Hoàng hậu La Mã Thần thánh. Hoàng hậu Maria Teresa quan tâm đến chính trị và đã đóng một vai trò nhất định trong các vấn đề nhà nước do ảnh hưởng của bà đối với người chồng của mình, người mà bà đóng vai trò cố vấn. Maria Teresa theo tư tưởng bảo thủ và thuộc về những người chỉ trích Napoleon, và được biết là đã khuyến khích Franztheo lập trường chống Pháp trong Chiến tranh Napoléon. Maria Teresa cũng đã được chỉ ra là chịu trách nhiệm một phần cho việc sa thải Johann Baptist Freiherr von Schloissnigg và Graf Franz Colloredo.
Vào tháng 2 năm 1799, sự thờ ơ của Maria Teresa đối với cuộc cách mạng chống lại cha mẹ ở Napoli đã dẫn đến một số sự thất sủng ở Viên. Dù là người con được mẹ yêu thích nhất, Maria Teresa vẫn thiên vị khi nói đến chuyện cha mẹ phải lưu vong trong chiến tranh.
Là một người bảo trợ quan trọng của âm nhạc Viên, Maria Teresa đã ủy thác nhiều tác phẩm cho việc sử dụng chính thức và cá nhân. Joseph Haydn đã viết Te Deum cho dàn hợp xướng và dàn nhạc theo yêu cầu của Hoàng hậu. Các nhà soạn nhạc yêu thích của Maria Teresa bao gồm Paul Wranitzky và Joseph Leopold Eybler, một nhà soạn nhạc nhà thờ.

## Qua đời

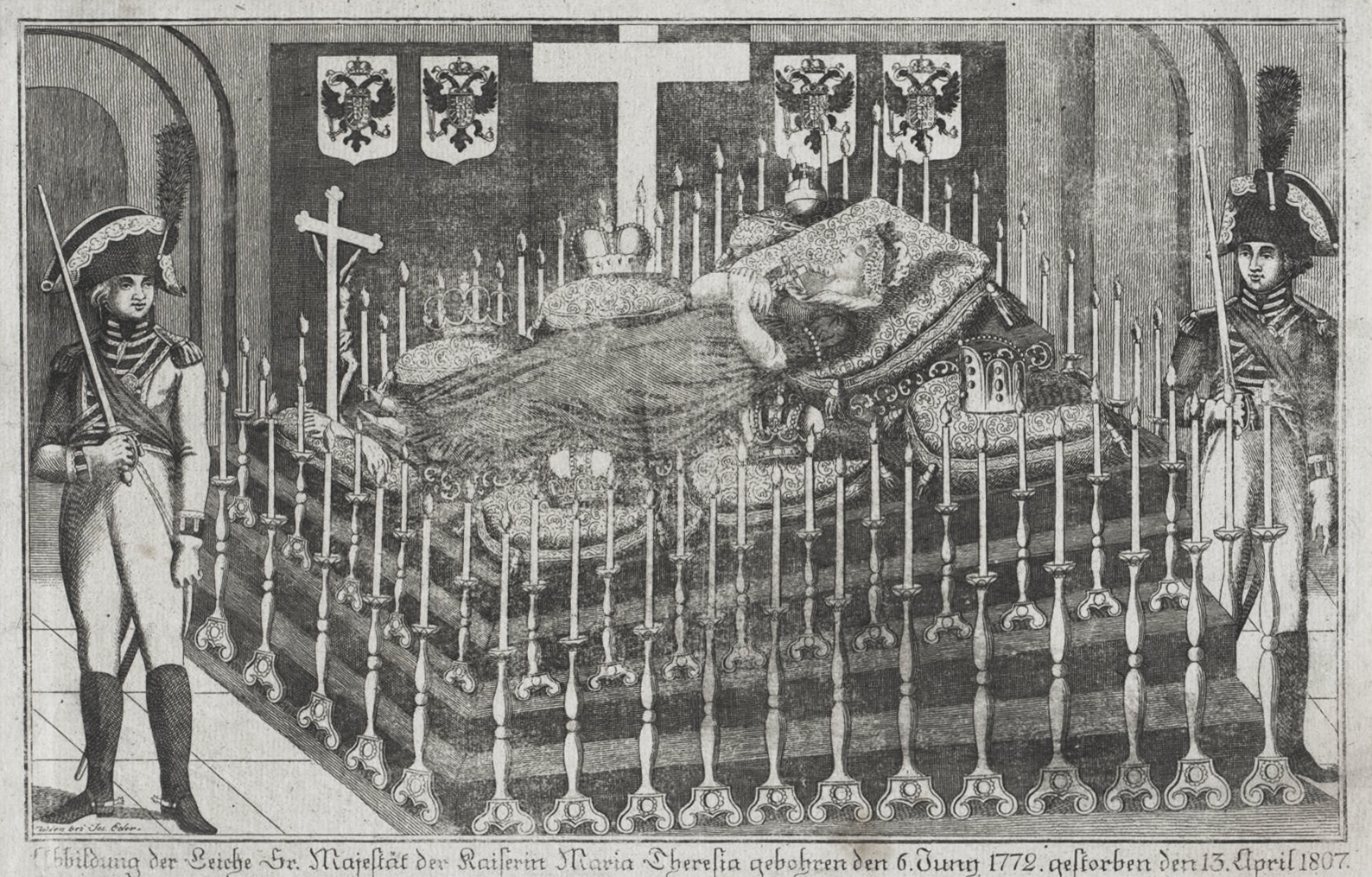
Hoàng hậu Maria Teresa của Hai Sicilie trong tình trạng nguy kịch.

Vào mùa đông năm 1806, Hoàng hậu Maria Teresa (khi đó đang mang thai người con thứ 12) mắc bệnh lao viêm màng phổi, được bác sĩ hoàng gia Andreas Joseph von Stifft điều trị bằng cách trích máu. Tuy nhiên, sức khỏe của Hoàng hậu không cải thiện, và vào ngày 13 tháng 4, Maria Teresa qua đời. Hoàng đế Franz không thể nguôi ngoai và phải được đưa ra bằng vũ lực khỏi thi hài của vợ. Maria Teresa được chôn cất tại Hầm mộ Hoàng gia tại Viên. Hoàng đế suy sụp không tham dự đám tang, thay vào đó, ông đi đến Buda cùng hai người con lớn nhất của mình. Bình đựng trái tim của Maria Teresa được đặt trong Hầm mộ Tim và bình đựng ruột được đặt trong Hầm mộ Công tước. Bà là một trong 41 người được "chôn cất tách biệt" với thi thể được chia đều cho cả ba địa điểm chôn cất truyền thống tại Viên của dòng họ Habsburg (Hầm mộ Hoàng gia, Hầm mộ Tim, Hầm mộ Công tước).

## Con cái
| Hậu duệ của Maria Teresa của Napoli và Sicilia | Hậu duệ của Maria Teresa của Napoli và Sicilia        | Hậu duệ của Maria Teresa của Napoli và Sicilia |
| Tên                                            | Sinh - Mất                                            | Ghi chú |
| ---------------------------------------------- | ----------------------------------------------------- | --- |
| Maria Ludovica của Áo                          | 12 tháng 12 năm 1791 – 17 tháng 12 năm 1847 (56 tuổi) | Kết hôn lần thứ nhất với Hoàng đế Napoléon I của Pháp, có con, kết hôn lần thứ hai với Adam Albert von Neipperg, có con, kết hôn lần thứ ba với Charles-René de Bombelles, không có con. |
| Ferdinand I của Áo                             | 19 tháng 4 năm 1793 – 29 tháng 6 năm 1875 (82 tuổi)   | Kết hôn với Maria Anna của Sardegna, không có con. |
| Karoline Leopoldine                            | 8 tháng 6 năm 1794 – 16 tháng 3 năm 1795 (0 tuổi)     | Qua đời khi còn nhỏ |
| Karoline Luise                                 | 22 tháng 12 năm 1795 – 30 tháng 6 năm 1797 (1 tuổi)   | Qua đời khi còn nhỏ |
| Caroline Josepha Leopoldine                    | 22 tháng 1 năm 1797 – 11 tháng 12 năm 1826 (29 tuổi)  | Đổi tên thành Maria Leopoldina sau khi kết hôn; kết hôn với Pedro I của Brazil, có con.                                                                                                  |
| Maria Klementine Franziska Josepha             | 1 tháng 3 năm 1798 – 3 tháng 9 năm 1881 (83 tuổi)     | Kết hôn với chú ngoại là Leopoldo, Thân vương xứ Salerno, có con. |
| Joseph Franz Leopold                           | 9 tháng 4 năm 1799 – 30 tháng 6 năm 1807 (8 tuổi)     | Qua đời khi còn nhỏ, không có con. |
| Maria Karolina, Công tử phi xứ Sachsen         | 8 tháng 4 năm 1801 – 22 tháng 5 năm 1832 (31 tuổi)    | Kết hôn với Công tử (sau này là Vua) Friedrich August II của Sachsen, không có con. |
| Franz Karl của Áo                              | 17 tháng 12 năm 1802 – 8 tháng 3 năm 1878 (75 tuổi)   | Kết hôn với Sophie Friederike của Bayern, và là cha của Franz Joseph I của Áo và Maximiliano I của México.                                                                               |
| Maria Anna của Áo                              | 8 tháng 6 năm 1804 – 28 tháng 12 năm 1858 (54 tuổi)   | Sinh ra bị khiếm khuyết về trí tuệ (giống như anh trai, Hoàng đế Ferdinand I) và bị biến dạng khuôn mặt nghiêm trọng. Qua đời khi chưa kết hôn.                                          |
| Johann Nepomuk                                 | 30 tháng 8 năm 1805 – 19 tháng 2 năm 1809 (3 tuổi)    | Qua đời khi còn nhỏ |
| Amalie Theresia                                | 6 tháng 4 năm 1807 – 9 tháng 4 năm 1807 (0 tuổi)      | Qua đời khi còn nhỏ |

## Tước hiệu
- 6 tháng 6 năm 1772 - 15 tháng 9 năm 1790: HRH Maria Teresa của Napoli và Sicilia
- 15 tháng 9 năm 1790 - 1 tháng 3 năm 1792: HRH Công tước phu nhân Franz của Áo
- 1 tháng 3 năm 1792 - 11 tháng 8 năm 1804: Hoàng hậu La Mã Thần thánh, Vương hậu Đức, Vương hậu Hungary và Bohemia
  - Đơn giản hóa: Hoàng hậu La Mã Thần thánh
- 11 tháng 8 năm 1804 - 6 tháng 8 năm 1806: Hoàng hậu La Mã Thần thánh, Vương hậu Đức, Vương hậu Hungary và Bohemia
- 6 tháng 8 năm 1806 - 13 tháng 4 năm 1807: Hoàng hậu Áo, Vương hậu Hungary và Bohemia

## Gia phả
| \| \| \| \| \| \| \| \| \| \| \| \| \| \| \| \| \| \| \| \| 8. Felipe V của Tây Ban Nha \| \| \| \| \| \| \| \| \| \| \| \| \| \| \| \| \| \| \| \| \| \| \| \| \| \| \| \| \| \| \| \| \| \| \| \| \| \| \| \| \| \| \| \| \| \| \| \| \| \| \| \| \| \| 4. Carlos III của Tây Ban Nha \| \| \| \| \| \| \| \| \| \| \| \| \| \| \| \| \| \| \| \| \| \| \| \| \| \| \| \| \| \| \| \| \| \| \| \| \| \| \| \| \| \| \| \| \| \| \| \| \| \| \| \| \| \| 9. Elisabetta xứ Parma \| \| \| \| \| \| \| \| \| \| \| \| \| \| \| \| \| \| \| \| \| \| \| \| \| \| \| \| \| \| \| \| \| \| \| \| \| \| \| \| \| \| \| \| \| \| \| \| \| \| \| \| \| \| 2. Ferdinando I của Hai Sicilie \| \| \| \| \| \| \| \| \| \| \| \| \| \| \| \| \| \| \| \| \| \| \| \| \| \| \| \| \| \| \| \| \| \| \| \| \| \| \| \| \| \| \| \| \| \| \| \| \| \| \| \| \| \| 10. August III của Ba Lan \| \| \| \| \| \| \| \| \| \| \| \| \| \| \| \| \| \| \| \| \| \| \| \| \| \| \| \| \| \| \| \| \| \| \| \| \| \| \| \| \| \| \| \| \| \| \| \| \| \| \| \| \| \| 5. Maria Amalia của Ba Lan \| \| \| \| \| \| \| \| \| \| \| \| \| \| \| \| \| \| \| \| \| \| \| \| \| \| \| \| \| \| \| \| \| \| \| \| \| \| \| \| \| \| \| \| \| \| \| \| \| \| \| \| \| \| 11. Maria Josepha Benedikta của Áo \| \| \| \| \| \| \| \| \| \| \| \| \| \| \| \| \| \| \| \| \| \| \| \| \| \| \| \| \| \| \| \| \| \| \| \| \| \| \| \| \| \| \| \| \| \| \| \| \| \| \| \| \| \| 1. Maria Teresa của Napoli và Sicilia \| \| \| \| \| \| \| \| \| \| \| \| \| \| \| \| \| \| \| \| \| \| \| \| \| \| \| \| \| \| \| \| \| \| \| \| \| \| \| \| \| \| \| \| \| \| \| \| \| \| \| \| \| \| 12. Leopold I xứ Lorraine \| \| \| \| \| \| \| \| \| \| \| \| \| \| \| \| \| \| \| \| \| \| \| \| \| \| \| \| \| \| \| \| \| \| \| \| \| \| \| \| \| \| \| \| \| \| \| \| \| \| \| \| \| \| 6. Franz I của Thánh chế La Mã \| \| \| \| \| \| \| \| \| \| \| \| \| \| \| \| \| \| \| \| \| \| \| \| \| \| \| \| \| \| \| \| \| \| \| \| \| \| \| \| \| \| \| \| \| \| \| \| \| \| \| \| \| \| 13. Élisabeth Charlotte của Orléans \| \| \| \| \| \| \| \| \| \| \| \| \| \| \| \| \| \| \| \| \| \| \| \| \| \| \| \| \| \| \| \| \| \| \| \| \| \| \| \| \| \| \| \| \| \| \| \| \| \| \| \| \| \| 3. Maria Karolina của Áo \| \| \| \| \| \| \| \| \| \| \| \| \| \| \| \| \| \| \| \| \| \| \| \| \| \| \| \| \| \| \| \| \| \| \| \| \| \| \| \| \| \| \| \| \| \| \| \| \| \| \| \| \| \| 14. Karl VI của Thánh chế La Mã \| \| \| \| \| \| \| \| \| \| \| \| \| \| \| \| \| \| \| \| \| \| \| \| \| \| \| \| \| \| \| \| \| \| \| \| \| \| \| \| \| \| \| \| \| \| \| \| \| \| \| \| \| \| 7. Maria Theresia của Áo \| \| \| \| \| \| \| \| \| \| \| \| \| \| \| \| \| \| \| \| \| \| \| \| \| \| \| \| \| \| \| \| \| \| \| \| \| \| \| \| \| \| \| \| \| \| \| \| \| \| \| \| \| \| 15. Elisabeth Christine xứ Braunschweig-Wolfenbüttel \| \| \| \| \| \| \| \| \| \| \| \| \| \| \| \| \| \| \| \| \| \| \| \| \| \| \| \| \| \| \| \| \| \| \| \| \| \| \| \| \| \| \| \| \| \| \| \| \| \| \| \| |                                                      |  |  |  |  |  |  |  |  |  |  |  |  |  |  |  |
| |                                                      |  |  |  |  |  |  |  |  |  |  |  |  |  |  |  |
| | 8. Felipe V của Tây Ban Nha                          |  |  |  |  |  |  |  |  |  |  |  |  |  |  |  |
| |                                                      |  |  |  |  |  |  |  |  |  |  |  |  |  |  |  |
| |                                                      |  |  |  |  |  |  |  |  |  |  |  |  |  |  |  |
| | 4. Carlos III của Tây Ban Nha                        |  |  |  |  |  |  |  |  |  |  |  |  |  |  |  |
| |                                                      |  |  |  |  |  |  |  |  |  |  |  |  |  |  |  |
| |                                                      |  |  |  |  |  |  |  |  |  |  |  |  |  |  |  |
| | 9. Elisabetta xứ Parma                               |  |  |  |  |  |  |  |  |  |  |  |  |  |  |  |
| |                                                      |  |  |  |  |  |  |  |  |  |  |  |  |  |  |  |
| |                                                      |  |  |  |  |  |  |  |  |  |  |  |  |  |  |  |
| | 2. Ferdinando I của Hai Sicilie                      |  |  |  |  |  |  |  |  |  |  |  |  |  |  |  |
| |                                                      |  |  |  |  |  |  |  |  |  |  |  |  |  |  |  |
| |                                                      |  |  |  |  |  |  |  |  |  |  |  |  |  |  |  |
| | 10. August III của Ba Lan                            |  |  |  |  |  |  |  |  |  |  |  |  |  |  |  |
| |                                                      |  |  |  |  |  |  |  |  |  |  |  |  |  |  |  |
| |                                                      |  |  |  |  |  |  |  |  |  |  |  |  |  |  |  |
| | 5. Maria Amalia của Ba Lan                           |  |  |  |  |  |  |  |  |  |  |  |  |  |  |  |
| |                                                      |  |  |  |  |  |  |  |  |  |  |  |  |  |  |  |
| |                                                      |  |  |  |  |  |  |  |  |  |  |  |  |  |  |  |
| | 11. Maria Josepha Benedikta của Áo                   |  |  |  |  |  |  |  |  |  |  |  |  |  |  |  |
| |                                                      |  |  |  |  |  |  |  |  |  |  |  |  |  |  |  |
| |                                                      |  |  |  |  |  |  |  |  |  |  |  |  |  |  |  |
| | 1. Maria Teresa của Napoli và Sicilia                |  |  |  |  |  |  |  |  |  |  |  |  |  |  |  |
| |                                                      |  |  |  |  |  |  |  |  |  |  |  |  |  |  |  |
| |                                                      |  |  |  |  |  |  |  |  |  |  |  |  |  |  |  |
| | 12. Leopold I xứ Lorraine                            |  |  |  |  |  |  |  |  |  |  |  |  |  |  |  |
| |                                                      |  |  |  |  |  |  |  |  |  |  |  |  |  |  |  |
| |                                                      |  |  |  |  |  |  |  |  |  |  |  |  |  |  |  |
| | 6. Franz I của Thánh chế La Mã                       |  |  |  |  |  |  |  |  |  |  |  |  |  |  |  |
| |                                                      |  |  |  |  |  |  |  |  |  |  |  |  |  |  |  |
| |                                                      |  |  |  |  |  |  |  |  |  |  |  |  |  |  |  |
| | 13. Élisabeth Charlotte của Orléans                  |  |  |  |  |  |  |  |  |  |  |  |  |  |  |  |
| |                                                      |  |  |  |  |  |  |  |  |  |  |  |  |  |  |  |
| |                                                      |  |  |  |  |  |  |  |  |  |  |  |  |  |  |  |
| | 3. Maria Karolina của Áo                             |  |  |  |  |  |  |  |  |  |  |  |  |  |  |  |
| |                                                      |  |  |  |  |  |  |  |  |  |  |  |  |  |  |  |
| |                                                      |  |  |  |  |  |  |  |  |  |  |  |  |  |  |  |
| | 14. Karl VI của Thánh chế La Mã                      |  |  |  |  |  |  |  |  |  |  |  |  |  |  |  |
| |                                                      |  |  |  |  |  |  |  |  |  |  |  |  |  |  |  |
| |                                                      |  |  |  |  |  |  |  |  |  |  |  |  |  |  |  |
| | 7. Maria Theresia của Áo                             |  |  |  |  |  |  |  |  |  |  |  |  |  |  |  |
| |                                                      |  |  |  |  |  |  |  |  |  |  |  |  |  |  |  |
| |                                                      |  |  |  |  |  |  |  |  |  |  |  |  |  |  |  |
| | 15. Elisabeth Christine xứ Braunschweig-Wolfenbüttel |  |  |  |  |  |  |  |  |  |  |  |  |  |  |  |
| |                                                      |  |  |  |  |  |  |  |  |  |  |  |  |  |  |  |
| |                                                      |  |  |  |  |  |  |  |  |  |  |  |  |  |  |  |

## Trong văn học
- Richard Reifenscheid, Die Habsburger in Lebensbildern, Piper 2006
- John A. Rice, Empress Marie Therese and Music at the Viennese Court, 1792–1807, Cambridge 2003
- Friedrich Weissensteiner: Frauen auf Habsburgs Thron – die österreichischen Kaiserinnen, Ueberreuter Wien, 1998, ISBN 3-8000-3709-2